# Coppa di Turchia 2013-2014 (pallavolo femminile)
La Coppa di Turchia 2013-2014 si è svolta dal 29 gennaio al 13 aprile 2014: al torneo hanno partecipato 8 squadre di club turche e la vittoria finale è andata per la quinta volta, la seconda consecutiva, al VakıfBank Spor Kulübü.

## Regolamento
Alla competizione prendono parte le migliori 8 classificate della Voleybolun 1.Ligi al termine del girone di andata di regular season. I quarti di finale si svolgono in gare di andata e ritorno. Le quattro formazioni che superano il turno accedono alla Final Four, che si svolge con la formula del round-robin.

## Squadre partecipanti
- Beşiktaş
- Bursa BB
- Eczacıbaşı
- Fenerbahçe
- Galatasaray
- İlbank
- VakıfBank
- Yeşilyurt

## Torneo

### Quarti di finale

#### Andata
| 29 gennaio 2014 - ore 18:00 BJK Akatlar Arena, Istanbul            | Beşiktaş  | 0 - 3 | VakıfBank   | 16-25, 18-25, 14-25        |
| 29 gennaio 2014 - ore 16:30 Yeşilyurt Spor Salonu, Istanbul        | Yeşilyurt | 1 - 3 | Galatasaray | 16-25, 19-25, 25-23, 11-25 |
| 29 gennaio 2014 - ore 18:00 Başkent Voleybol Salonu, Ankara        | İlbank    | 0 - 3 | Fenerbahçe  | 14-25, 14-25, 8-25         |
| 30 gennaio 2014 - ore 18:00 Cengiz Göllü Kapalı Spor Salonu, Bursa | Bursa BB  | 1 - 3 | Eczacıbaşı  | 22-25, 18-25, 25-22, 24-26 |

#### Ritorno
| 23 marzo 2014 - ore 19:00 Burhan Felek Spor Salonu, Istanbul | VakıfBank   | 3 - 0 | Beşiktaş  | 25-18, 25-9, 25-16                |
| 23 marzo 2014 - ore 16:00 Yeşilyurt, Istanbul                | Galatasaray | 3 - 2 | Yeşilyurt | 25-17, 26-24, 17-25, 18-25, 15-13 |
| 4 marzo 2014 - ore 17:00 Burhan Felek Spor Salonu, Istanbul  | Fenerbahçe  | 2 - 3 | İlbank    | 25-12, 18-25, 26-28, 25-14, 21-23 |
| 5 marzo 2014 - ore 14:00 Eczacıbaşı Spor Salonu, Istanbul    | Eczacıbaşı  | 3 - 0 | Bursa BB  | 25-18, 25-16, 25-23               |

### Final-four

#### Risultati
| 11 aprile 2014 - ore 15:00 İzmir Atatürk Spor Salonu, Smirne | VakıfBank   | 3 - 0 | Galatasaray | 25-19, 25-14, 25-19               |
| 11 aprile 2014 - ore 19:00 İzmir Atatürk Spor Salonu, Smirne | Fenerbahçe  | 3 - 2 | Eczacıbaşı  | 18-25, 25-11, 25-27, 25-18, 15-7  |
| 12 aprile 2014 - ore 15:00 İzmir Atatürk Spor Salonu, Smirne | Galatasaray | 0 - 3 | Fenerbahçe  | 12-25, 16-25, 22-25               |
| 12 aprile 2014 - ore 19:00 İzmir Atatürk Spor Salonu, Smirne | Eczacıbaşı  | 0 - 3 | VakıfBank   | 19-25, 22-25, 25-27               |
| 13 aprile 2014 - ore 14:00 İzmir Atatürk Spor Salonu, Smirne | Eczacıbaşı  | 3 - 1 | Galatasaray | 25-22, 13-25, 25-19, 25-21        |
| 13 aprile 2014 - ore 19:00 İzmir Atatürk Spor Salonu, Smirne | VakıfBank   | 3 - 2 | Fenerbahçe  | 20-25, 23-25, 25-23, 25-18, 15-12 |

#### Classifica
| Pos. | Squadra     | Pt | G | V | P | SV | SP | Ratio | PF  | PS  | Ratio |
| ---- | ----------- | -- | - | - | - | -- | -- | ----- | --- | --- | ----- |
| 1    | VakıfBank   | 8  | 3 | 3 | 0 | 9  | 2  | 4.500 | 260 | 221 | 1.176 |
| 2    | Fenerbahçe  | 6  | 3 | 2 | 1 | 8  | 5  | 1.600 | 286 | 246 | 1.162 |
| 3    | Eczacıbaşı  | 4  | 3 | 1 | 2 | 5  | 7  | 0.714 | 242 | 272 | 0.889 |
| 4    | Galatasaray | 0  | 3 | 0 | 3 | 1  | 9  | 0.111 | 189 | 238 | 0.794 |